# 민경삼
민경삼 (閔庚三, 1963년 3월 24일 - )은 전 KBO 리그 MBC 청룡, LG 트윈스의 내야수이다. 현 SSG 랜더스 야구단의 대표이사. 전 KBO 육성위원회 부위원장이다.

## 선수 시절

### MBC 청룡시절
1986년에 입단하였다.

### LG 트윈스시절
1993년까지 활동 후 은퇴하였다.

## 야구선수 은퇴 후
LG 트윈스에서 코치와 매니저 등을 역임하다가 SK 와이번스에서 단장으로 오랜 기간 활동하였다.
2017년부터 KBO 리그 육성위원회 부위원장으로 활동한다. 후임으로는 전 넥센 히어로즈 감독이었던 염경엽이 SK 와이번스의 새 단장으로 선임되었다.

## 출신 학교
- 신일고등학교
- 고려대학교
- 고려대학교 대학원

## 학외부 링크
- 민경삼 - KBO 타자별 기록